# Espúrio Fúrio Medulino Fuso (cônsul em 464 a.C.)
Espúrio Fúrio Medulino Fuso (em latim: Spurius Furius Medullinus Fusus) foi um político da gente Postúmia nos primeiros anos da República Romana eleito cônsul por duas vezes, em 464 e 453 a.C., com Aulo Postúmio Albo Regilense e Públio Curiácio Fisto Trigêmino respectivamente. Era filho de Lúcio Fúrio Medulino, cônsul em 474 a.C. e irmão de Públio Fúrio Medulino Fuso, cônsul em 472 a.C..

## Primeiro consulado (464 a.C.)
Fúrio Medelino foi eleito cônsul em 464 a.C. com Aulo Postúmio Albo Regilense quando os romanos estavam em guerra contra os équos. Postúmio permaneceu em Roma enquanto Fúrio Medulino recebeu o comando das operações militares contra os équos, que haviam invadido o território dos hérnicos, aliados dos romanos. A batalha ocorreu no território hérnico e não foi favorável aos romanos, inferiores em número e, para não serem completamente destruídos, abandonaram o próprio acampamento, que logo foi ocupado pelos inimigos. Durante uma sortida, cujo objetivo era tentar romper o cerco, morreu o irmão de Fúrio Medulino, Públio Fúrio Medulino Fuso, e ele próprio acabou ferido na tentativa de salvar o irmão, que estava cercado pelos inimigos.
Em Roma, foi decidido encarregar os esforços de alívio da situação a Tito Quíncio Capitolino Barbato, cônsul no ano anterior, conferindo poderes consulares (procônsul), e Postúmio, o outro cônsul, recebeu a tarefa de defender as fronteiras da cidade.
Tito Quíncio, com seu próprio contingente reforçado por unidades emprestadas pelos aliados latinos e hérnicos, conseguiu socorrer o cônsul em perigo, atacando o campo inimigo. Não apenas isso, com um movimento de pinça, coordenando suas forças (que incluía as que estavam sob o comando de Fúrio), com as de Postúmio, que haviam saído do território romano, ele conseguiu infligir uma dura derrota aos équos, que se dispersaram e passaram a saquear o território romano em bandos.

## Segundo consulado (453 a.C)
Fúrio Medulino foi, em 453 a.C., aceito como cônsul sufecto para substituir o cônsul Sexto Quintílio Varo, vítima de uma epidemia que se abatia sobre Roma, permanecendo na função até ele próprio sucumbir à mesma epidemia.